# Satriano di Lucania
Satriano di Lucania är en ort och kommun i provinsen Potenza i regionen Basilicata i Italien. Kommunen hade 2 342 invånare (2017).